# Pseudochazara turkestana
Pseudochazara turkestana is een vlinder uit de familie van de Nymphalidae, uit de onderfamilie van de Satyrinae. De soort is voor het eerst wetenschappelijk beschreven door Grigori Jefimovitsj Groemm-Grzjimajlo in een publicatie uit 1882.

## Verspreiding
De soort komt voor in Afghanistan en in diverse berggebieden in Centraal-Azië waaronder het Alajgebergte, het Altajgebergte, het Pamirgebergte, het Dzjoengaarse Alataoe, Tarbagataj en Tiensjan.

## Ondersoorten
- Pseudochazara turkestana turkestana (Grum-Grshimailo, 1882)
  - = Eumenius mniszechi esquilinus Fruhstorfer, 1911
- Pseudochazara turkestana sagina (Heyne, 1894)
  - = Satyrus turkestana sagina Heyne, 1894
- Pseudochazara turkestana tarbagata (Staudinger, 1901)
  - = Satyrus baldiva var. tarbagata Staudinger, 1901
- Pseudochazara turkestana wakhilkhani (Wyatt & Omoto, 1966)
  - = Satyrus (Pseudochazara) watsoni wakhilkhani Wyatt & Omoto, 1966